# بل مید (تنسی)
بل مید(به انگلیسی: Belle Meade) شهری در ایالت تنسی کشور ایالات متحده آمریکا است که جمعیت آن در سرشماری سال ۲۰۱۰ میلادی، ۲٬۹۱۲ نفر بوده‌است.